# Димитър Щерев
Димитър Щерев (Стеров), още Астериади или Стериади (на гръцки: Δημήτριος (Α)στεριάδης), е зограф от XIX-XX век.

## Биография
Роден е в Солун. Изселва се в Станимака в 1857 година. Рисува икони в метоха „Свети Георги“ и в църквата „Свети Димитър“ в Станимака, както и стенописите в Аязмото на манастира „Света Петка“. Димитър Щерев е гравирал и щампи. Една от тях представлява „Света Неделя“ в Араповския манастир и отделни екземпляри от нея са изложени в Копривщенския музей и в Националния исторически музей.
В 1866 година изписва стенописите в южния портик на католикона на Бачковския манастир „Успение Богородично“, но по-късно те са преизписани при несъгласувана реставрация в манастира.
Щерев е автор на стенописите в църквата „Свети Теодор Стратилат“ в Долно Райково (1871 – 1872). Изписани са и цялата западна външна стена и половината от южната. Сред многобройните сцени и фигури има декоративни фризове от растителни орнаменти. В горния пояс на южната стена са сцени от Шестоднева, а в долния – от Стария завет. Групата на грешниците от „Страшният съд" на западната стена е взаимствувана от композицията на Захарий Зограф в църквата „Свети Никола“ в Бачковския манастир (1841)
Автор е на икони за църквата „Свети Архангели Кавакиу“ в Ксанти – „Свети Пантелеймон“ (1884), „Света Параскева“ (1885). Върху иконата „Света Богородица Живоносен източник“ от 1896 г. в „Свети Архангели Кавакиу“ се е подписал „Δια χειρός Δ. Στερ. Θεσσαλονίκη“.
Негово дело са иконите в църквата „Свети Никола“ в Устово (1884) – „Свети Тома“, „Три Светители“, „Свети Никола“, „Богородица Пътеводителка“, „Христос Вседържител“, „Свети Йоан Кръстител“. През 1885 г. работи в новата църква на село Чокманово „Свети Архангел Михаил“. Във втората църква на Чокманово „Свети Илия“ също има негови икони от 1892 година с подпис „Д. Щ. Сол.“
Автор е на иконата „Възнесение Илиево“ в църквата „Света Неделя“ в Сатовча. Негова е иконата „Ноев ковчег“ от станимашката църква „Свети Димитър“. В „Свети Георги Метошки“ в Асеновград негово дело са свободностоящите икони на Свети Георги в цял ръст (1886) и Свети Спиридон (1886), както и Богородица Страдаща върху осмоъгълно дървено пано. Стиловите белези на неговото творчество носят повечето икони от горния ред на иконостаса в църквата „Свети Георги“ в Амбелино.
Има трима синове – Щерю, Нако и Ахилей, които учат при него и продължават да рисуват икони, като най-добър е Щерю.